# Ludwik Zachariasz Cichowicz
Ludwik Zachariasz Cichowicz (ur. 5 września 1857 w Pszczewie, zm. 8 października 1940 w Poznaniu) – polski prawnik, adwokat, notariusz.

## Życiorys
Urodził się 5 września 1857 w Pszczewie. 
Absolwent Gimnazjum Marii Magdaleny w Poznaniu. Studiował prawo w Lipsku, Wrocławiu i Berlinie. 
W okresie zaboru pruskiego pracował od 1886 jako adwokat przy Sądzie Okręgowym w Poznaniu (Landgericht), później jako notariusz przy Sądzie Apelacyjnym w Poznaniu. Zasiadał w zarządzie Izby Adwokackiej w Poznaniu.
Po odzyskaniu przez Polskę niepodległości podczas powstania wielkopolskiego działał na rzecz organizacji polskiego sądownictwa w Wielkopolsce, w tym wykonywał tłumaczenia dokumentów i przepisów z języka niemieckiego. Został wybrany na stanowisko przewodniczącego zarządu polskiej Izby Adwokackiej w Poznaniu. Pełnił funkcję wiceprezydenta powołanej w 1919 Komisji Kodyfikacyjnej, a w jej ramach był członkiem Wydziału Cywilnego. Zrezygnował z zasiadania w niej w 1925. Był akcjonariuszem spółki "Bazar Poznański".

## Rodzina
Jego żoną od 1885 roku była Helena z Robińskich Cichowicz, działaczka społeczna i ludoznawczyni, z którą miał dwójkę dzieci - Wiesławę (ur. 1886, zm. 1975) i Zbigniewa (ur. 1890-1939). Zbigniew studiował rolnictwo i ekonomię, w roku 1915 uzyskał doktorat z rolnictwa we Wrocławiu. Mieszkali w kamienicy przy Placu Wolności 18, w kamienicy nazywanej "Polskim Domem Przemysłowym". Rodzina posiadała  pałac w Marszewie koło Pleszewa (zakupiony przez syna Zbigniewa w 1925 roku) oraz letni dom w Puszczykowie pod Poznaniem. 

## Śmierć i upamiętnienie
Zmarł 8 października 1940 w Poznaniu podczas II wojny światowej. Został pochowany na nowym cmentarzu świętomarcińskim przy ul. Bukowskiej (obecnie teren Międzynarodowych Targów Poznańskich). Podczas okupacji grób został eksuhmowany i przeniesiony na cmentarz przy ul. Samotnej na Dębcu. Miejscem upamiętnienia Ludwika oraz jego żony Heleny jest znajdujący się na cmentarzu Górczyńskim w Poznaniu (kwatera: II L 1, rząd: 3, miejsce:1) grób ich córki - Wiesławy.

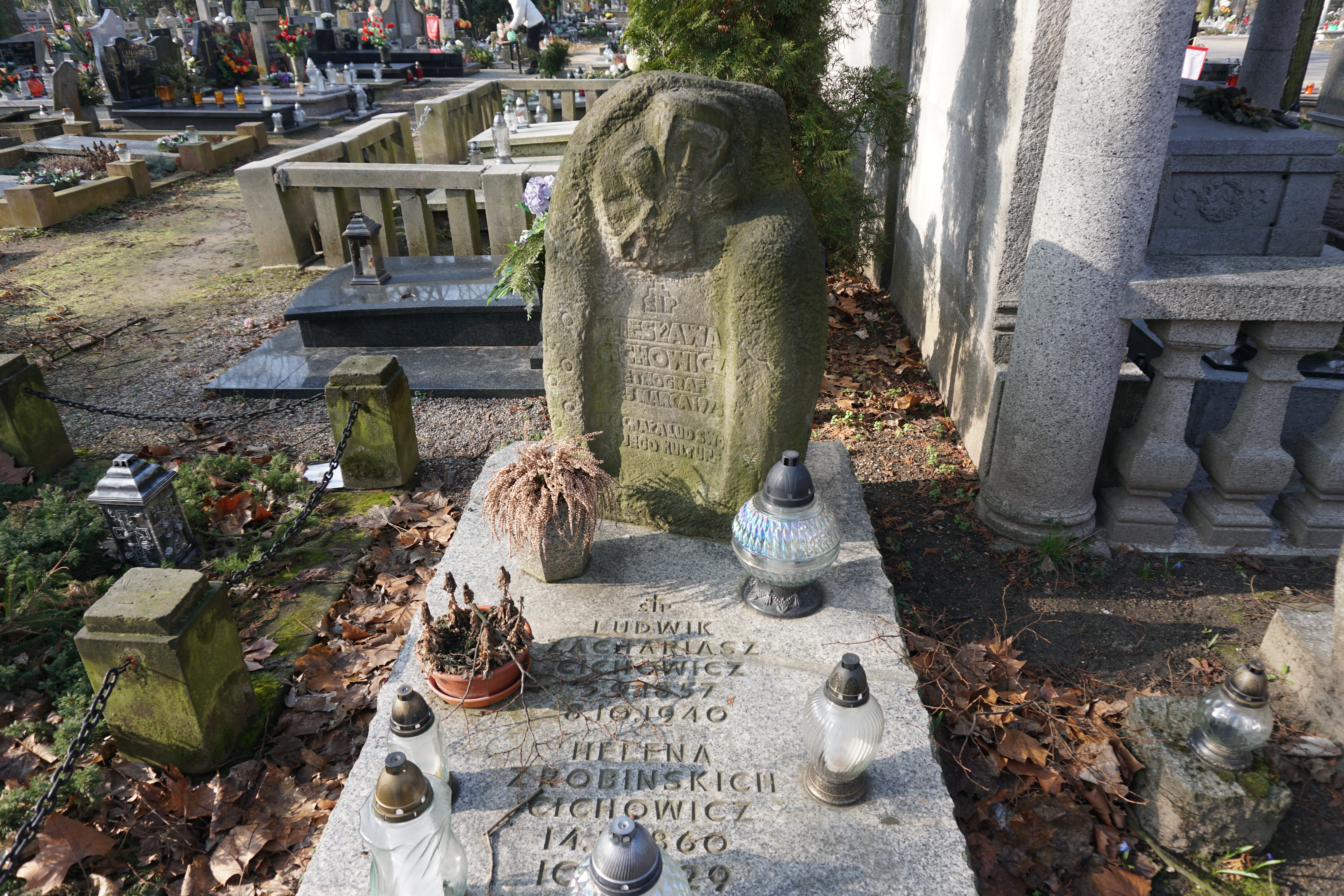
Grób symboliczny Ludwika Cichowicza na cmentarzu Górczyńskim

## Odznaczenia
- Krzyż Komandorski Orderu Odrodzenia Polski (2 maja 1923)[12].